# Associazione Calcio Sportiva Dilettantistica Saluzzo
L'Associazione Calcio Sportiva Dilettantistica Saluzzo, comunemente nota come Saluzzo, è una società calcistica italiana con sede nel comune di Saluzzo, in provincia di Cuneo.
Fondata nel 1901 come polisportiva, sotto il nome di Unione Ginnico Ricreativa Jolanda Margherita e successivamente evolutasi in club puramente calcistico, è stata rifondata nel 1937 col nome della città d'appartenenza. Il suo maggior successo sportivo è costituito dalla partecipazione, subito dopo la seconda guerra mondiale, a tre edizioni della Serie C, con un nono posto quale piazzamento più prestigioso. Per gran parte della propria storia ha comunque militato nelle divisioni dilettantistiche piemontesi.
Milita in Serie D,  la quarta divisione del campionato italiano di calcio.

## Storia
La storia sociale ha inizio il 15 settembre 1901 con la fondazione della polisportiva Unione Ginnico Ricreativa Jolanda Margherita, patrocinata e presieduta dal torinese Eugenio Mortarini, allora dirigente dell’Ufficio delle Entrate del comune di Saluzzo, che decise di intitolarla alla figlia primogenita di re Vittorio Emanuele III e di Elena del Montenegro, venuta alla luce proprio quell'anno. La prima partita del nuovo sport, a carattere puramente stracittadino, venne disputata il 25 agosto; quindi una settimana dopo la società organizzò un mini torneo cui prese parte anche la Juventus.
Nel 1902 la selezione calcistica dell'UGR Jolanda Margherita, in casacca bianca, si mette in luce vincendo un torneo provinciale tra squadre cuneesi, successo bissato nel 1911, anno in cui organizza altresì una prestigiosa amichevole contro l'Étoile-Sportive du Lac Leman di Ginevra. Qualche tempo arriva la prima fusione con la concittadina Società Ciclo Sportiva Saluzzese, che comporta la ridenominazione in Unione Ginnico Sportiva: oltre che del "foot-ball", la società passa dunque a occuparsi anche di ciclismo, atletica leggera, polo, cricket e ginnastica.
Nel 1912, a seguito di un periodo di crisi, l'UGS Jolanda Margherita cessa l'attività: i superstiti confluiscono perlopiù nella Società Sportiva La Saluzzo. Segue un decennio in cui il calcio cittadino resta orfano di una società di riferimento, ché alla S.S. La Saluzzo si contrappongono la Società Sportiva Italia (che veste maglie granata), il Football Club Savoia e, in un secondo momento, l'Aurora.
Lo scoppio della prima guerra mondiale non fa altro che deprimere il livello del movimento, che mostra segnali di ripresa nel 1922, anno di fondazione del Foot Ball Club Ginnico, che in poco tempo, forte di un'organizzazione accurata, ha ragione della concorrenza concittadina, decidendo nel 1926 di affiliarsi alla FIGC, esordendo in Terza Divisione; un anno dopo, nel 1927, la dirigenza della S.S. La Saluzzo trova un accordo per la fusione col Ginnico. Nel 1929-1930 il Ginnico (che qualcuno giò inizia a chiamare Foot Ball Club Saluzzo), piazzatosi quarto nel proprio raggruppamento, ottiene il ripescaggio in Seconda Divisione; già nel 1932 tuttavia insorgono problemi economici che obbligano a sospendere l'attività. La rinascita avviene nel 1937 con la fondazione dell'Associazione Calcio Saluzzo, che ottiene di potersi iscrivere in Prima Divisione, giocandovi poi stabilmente fino agli anni della seconda guerra mondiale. La pratica calcistica saluzzese prosegue anche in pieno conflitto, fino all'annata 1943-1944, nella quale la squadra riesce a vincere (con una rosa totalmente "autoctona") un improvvisato "campionato propaganda" tra società cuneesi.
Dopo la battuta d'arresto del 1944-1945, a guerra finita il Saluzzo viene inserito in Serie C, dalla quale retrocede nel 1948; seguono quindi cinque stagioni tra Prima Divisione e Promozione, dopodiché nel 1952-1953 i granata vincono il loro girone e accedono alla IV Serie, al termine di un testa a testa coll'Ivrea, decisosi solamente mediante uno spareggio disputato sul campo neutro dello Stadio Filadelfia di Torino.
La categoria viene però persa già nel 1955, dando inizio a un trentennio di anonimi campionati regionali e provinciali, con gestioni societarie prive di ambizione. Per avere un segno di ripresa occorre attendere gli anni 1980, con l'avvento alla presidenza di Giorgio Pagliero e di Gianpiero Boretto alla direzione generale: nelle stagioni 82-83 e 83-84 il Saluzzo, guidato in panchina da Sandro Damilano (meglio noto per la sua attività di tecnico di marcia) ricomincia a lottare al vertice, mancando il salto nella lega superiore per pochi punti. L'obiettivo-promozione viene conseguito nella stagione 1985-1986, che vede il Saluzzo dominare il proprio girone grazie ai goal degli attaccanti Arioli e Origlia e al talento del futuro capitano Gigi Barale.
Nel 1989 un malore improvviso si porta via il presidente Pagliero: gli subentra, senza particolari problemi, Boretto. Nella seguente annata 1990-1991 i granata vincono il loro girone di Promozione e salgono in Eccellenza, dopodiché nel 1994-1995 riescono a tornare nella quarta serie (frattanto divenuta Campionato Nazionale Dilettanti), rimanendovi però solo un anno. Per farvi rientro occorre attendere sino alla stagione 2004-2005, quando con Vittorio Zaino allenatore (succeduto a Damilano) e Piero Calandri presidente (succeduto nel 2000 a Boretto), la squadra del Marchesato (divenuta associazione sportiva dilettantistica) vince il girone B dell'Eccellenza piemontese.
I tre successivi anni di Serie D sono tribolati: nel primo (2005-2006) la salvezza arriva ai play-out, nel secondo (2006-2007) gli spareggi finiscono con una sconfitta, ma interviene il ripescaggio, nel terzo (2007-2008) arriva inappellabilmente la retrocessione. Frattanto nel 2006 la presidenza era passata a Gigi Barale.
La crisi prosegue inizialmente anche nella stagione 2008-2009: dopo 14 giornate il Saluzzo è penultimo nella classifica del girone B di Eccellenza piemontese, con soli quattro punti frutto di altrettanti pareggi. Dopo un primo infruttuoso cambio in panchina tra Sandro Damilano e Giacomo Dogliani, si decide di ingaggiare Antonio Caridi come giocatore-allenatore; insieme a lui il "mercato di riparazione" porta in granata il portiere Nebiolo dall'Ivrea, Scoglio dal Don Bosco Nichelino, Masante dal Cambiano, Simonetti dal Carmagnola, Muctar dal Busca, Marchetti dal Cuneo e Demaria dall'Albese. Con l'apporto dei nuovi innesti il Saluzzo ingrana un "ritmo promozione" e chiude il campionato con 30 punti; il successivo confronto ai play-out contro il Chisola si risolve in una vittoria per 0-2 all'andata e un pareggio per 2-2 al ritorno, che consegna la salvezza ai marchionali.
Negli anni seguenti il Saluzzo, di nuovo guidato dal presidente Boretto, riesce a stabilizzarsi in Eccellenza: fatta salva la stagione 2012-2013 (con la salvezza ottenuta ai play-out), i granata mantengono la categoria senza particolari problemi. Dal 2015-2016 riescono quindi a riproporsi tra le squadre di vertice e nelle stagioni 2016-2017 e 2017-2018 si qualificano ai play-off promozione.
Dopo una stagione 2018-2019 nuovamente sottotono, nel 2019-2020 il Saluzzo ingaggia un duello al vertice col Derthona: il campionato viene sospeso nel mese di febbraio a causa dello scoppio della pandemia di COVID-19 del 2020 in Italia, quando le due squadre si trovano appaiate in vetta alla classifica, coi tortonesi avvantaggiati dalla vittoria nello scontro diretto. Il 21 giugno 2020 la FIGC decide infine di dichiarare ambedue le contendenti vincitrici ex aequo del girone, consentendo così ai granata di fare ritorno in Serie D.
Dopo aver ottenuto una risicata salvezza nel 2020-2021, l'anno seguente il Saluzzo non riesce a ingranare e trascorre il campionato nelle retrovie, discendendo in Eccellenza. Dopo un altro biennio, nella stagione 2023-2024 i granata primeggiano nel loro raggruppamento e riescono a far rientro nella massima divisione dilettantistica.

## Colori e simboli

### Colori
Dal 1901 per quasi quarant'anni le squadre calcistiche saluzzesi hanno giocato in completo bianco: l'introduzione della tinta granata si deve, negli anni 1910 alla S.S. Italia.
Nel 1937, all'atto della rifondazione, l'A.C. Saluzzo decide di adottare tale colore per le proprie maglie, tipicamente abbinate a pantaloncini bianchi e calzettoni egualmente granata oppure neri. Il bianco è pertanto passato ad essere la tinta connotante le divise esterne.
Altro colore associabile al club è il celeste, mutuato dallo stemma araldico cittadino (troncato di azzurro e d'argento alla lettera gotica S d'oro attraversante): non di rado esso è apparso come finitura delle maglie da gioco, se non finanche come tinta dominante per le casacche di cortesia.

### Simboli ufficiali

Lo stemma civico di Saluzzo, elemento cardine della simbologia sociale

Il calcio saluzzese si è riconosciuto, per gran parte della propria storia, nel già menzionato stemma araldico della città (a sua volta derivato da quello dei marchesi di Saluzzo): già nei primi anni 1940 i giocatori del Saluzzo portano lo scudetto civico ricamato sulle loro divise da gioco. L'uso di tale simbolo si riverbera altresì nel soprannome di marchionali attribuito ai giocatori della squadra, che appunto rappresenta l'antico capoluogo del marchesato.
Negli anni 1950 è invece segnalato l'uso quale simbolo di un monogramma contenente le lettere ACS, acronimo della ragione sociale.
Dai tardi anni 2000 lo stemma sociale è declinato in uno scudo francese moderno granata bordato di bianco, recante all'interno una copia araldicamente non conforme dello stemma di Saluzzo (tutto declinato in bianco-celeste - mancano le parti in oro e la troncatura inferiore è granata anziché argentea) sormontata dalla dicitura A.C. SALUZZO e con nella cuspida bassa l'anno di fondazione dell'originario club Jolanda Margherita, il tutto a caratteri tipografici bianchi.

### Tifoseria
Data la sua parabola storica, sviluppatasi perlopiù nelle divisioni dilettantistiche piemontesi, nonché la vicinanza a club più seguiti, come la Juventus o il Torino, il seguito di tifosi del Saluzzo è sempre stato numericamente contenuto, in relazione anche alle dimensioni del proprio impianto, struttura incapace di ospitare un ingente numero di spettatori.
Sebbene per motivi di campanilismo vengano talora qualificate come derby le partite contro le maggiori squadre comprovinciali, ovvero Cuneo, Fossano, Bra, Albese e Saviglianese, e contro quelle di altre zone del Piemonte, quali Pinerolo o Asti, al Saluzzo non è associato alcun movimento di tifoseria organizzata.

## Strutture

### Stadio
Negli anni 1930 venne costruito, presso l'allora piazza d'Armi, il campo sportivo Andrea Willy Burgo, intitolato alla memoria del figlio dell'imprenditore (e presidente onorario del Saluzzo) Luigi Burgo, morto nel 1925 a soli 25 anni in un incidente stradale.
Il "Willy Burgo" (così era comunemente denominato) era dotato di una tribunetta coperta "all'inglese", di una dirimpettaia gradinata "popolari" scoperta, di campi accessori da tennis e "pallalcesto" e di una pista di atletica leggera (poi rimossa), rimase stabilmente in uso fino al 1974, anno in cui il comune di Saluzzo cedette il terreno a privati nel tentativo di racimolare i soldi per costruire un nuovo e più ampio centro sportivo. Il tentativo si rivelò però infruttuoso e non si riuscirono ad espropriare i terreni necessari alla costruzione della nuova infrastruttura, sicché per diversi anni a seguire il Saluzzo e le altre società calcistiche cittadine dovettero giocare in affitto sui campi dei comuni limitrofi (segnatamente Busca, Scarnafigi e Manta).
Occorse attendere il 1978 perché in via della Croce, nella periferia nord-occidentale, venisse costruito e omologato un nuovo campo da gioco regolamentare, che nel 1992 verrà intitolato a Michele Giordanengo, giocatore, allenatore e poi direttore sportivo granata, morto in un incidente stradale nel 1991. Il vecchio campo Burgo fu pertanto demolito, preservando solo la monumentale cancellata d'ingresso: il terreno fu lottizzato e destinato in parte all'edilizia residenziale, in parte alla realizzazione di un complesso di campi da tennis e bocciodromi indoor e outdoor.
Dal canto suo il campo Giordanengo si rivelò una soluzione temporanea, strutturalmente carente e non implementabile per la presenza intorno di edifici residenziali. Nel 1991, poco distante, venne quindi avviata la costruzione di un vero centro sportivo, poi intitolato alla memoria del medico Amedeo Damiano, presidente dell’USL 63 di Saluzzo ucciso nel 1987 in un agguato di probabile matrice mafiosa. Al nuovo stadio principale, dal campo in erba naturale misurante 105 x 69 m, circondato da una pista di atletica leggera e dotato di una piccola tribuna semi-coperta sul lato occidentale (la capienza è di 1730 posti), si affiancano pertanto altri due terreni erbosi regolamentari (uno dei quali è il "vecchio" Giordanengo), uno minore in erba sintetica e una palestra.

### Centro di allenamento
Le selezioni societarie del Saluzzo sostengono le sedute di allenamento presso il suddetto stadio Amedeo Damiano e nelle relative infrastrutture accessorie, nonché ai campi sportivi Sant'Agostino (poco distante dallo stadio) e Andrea Martino (già "Arcobaleno") di via Pietro Marchisio.

## Società

### Organigramma societario
In carica al 28 agosto 2020
- Gianpiero Boretto - Presidente
- Silvio Degiovanni - Direttore sportivo
- Giorgio Pagliero - Team manager
- Angelo Marengo - Segretario onorario
- Mario Boso - Segretario onorario
- Guido Giacoletti - Dirigente onorario
- Pierpaolo Giacchero - Consigliere
- Domenico Barberis - Consigliere
- Mauro Arcobelli - Consigliere
- Matias Caserio Barria - Consigliere
- Maurizio Sola - Responsabile giovanili
- Fabrizio Fasano - Segreteria giovanili
- Alessandro Meia - Dirigente giovanili
- Danilo Caffaro - Dirigente giovanili

### Settore giovanile
Le giovanili del Saluzzo si articolano per la parte agonistica in una squadra juniores e due selezioni a testa per le categorie allievi e giovanissimi. Le attività di base constano di due squadre esordienti, due pulcini, due primi calci e una piccoli amici. Il vivaio granata, in oltre un secolo di storia, ha prodotto diversi calciatori poi passati al professionismo, quale ad esempio Claudio Morra.
Dal 2020, in ottemperanza alle disposizioni della FIGC per l'incremento del calcio femminile, il Saluzzo ha istituito una sezione di vivaio dedicata alle calciatrici, cooperando a livello di prima squadra con la concittadina Sporting Club Musiello.

### Sponsor
Di seguito la cronologia di sponsor e fornitori ufficiali del Saluzzo:
| Fornitori tecnici - fino al 2005: ... - 2005-2006: Erreà - 2006-2016: ... - 2016-2019: Macron - 2019-2020: Sportika (maglia interna), Macron (maglia esterna), Joma (terza divisa) - 2020-: Frankie Garage | Sponsor di maglia - fino al 2005: ... - 2005-2006: Cassa di Risparmio di Saluzzo - 2006-2016: ... - 2016-2017: Rogelfrut, Cassa di Risparmio di Saluzzo, Il Podio Sport - 2017-2019: Brumen (maglia interna), GC (maglia esterna) - 2019-2020: Brumen (maglia interna), GC (maglia esterna), Cassa di Risparmio di Saluzzo e Il Podio Sport (terza divisa) - 2020-2021: Wellfactory (maglia interna), GC (maglia esterna), Cassa di Risparmio di Saluzzo e Il Podio Sport (terza divisa) |

## Allenatori e presidenti
| Allenatori - 1901-? ... - 1982-2002 Sandro Damilano - 2002-2005 Vittorio Zaino - 2005-2006 Franco Lerda - 2006-2007 Michele Del Vecchio - 2007-2008 Michele Scola, poi Carmine Maffettone, poi Gavino Barbato, poi Paolo Ghio - 2008-2009 Sandro Damilano, poi Giacomo Dogliani, poi Antonio Caridi - 2009-2010 Antonio Caridi - 2010-2011 Fabio Nisticò - 2011-2012 Antonio Gambino - 2012-2013 Franco Dalla Riva. - 2013-2014 Ettore Cellerino - 2014-2018 Pierpaolo Rignanese - 2018-2019 Silvio Viale - 2019-2021 Riccardo Boschetto - 2021-2022 Mauro Briano - 2022-2023 Manuel Melardi, poi Leonardo Caputo - 2023-2024 Salvatore Telesca - 2024- Giuseppe Cacciatore | Presidenti - 1901-? Eugenio Mortarini - ?-1979 ... - 1979-1989 Giorgio Pagliero - 1989-2000 Gianpiero Boretto - 2000-2006 Piero Calandri - 2006-2010 Luigi Barale - 2010- Gianpiero Boretto |

## Palmarès

### Competizioni regionali
- Eccellenza: 4

1994-1995 (girone B), 2004-2005 (girone B), 2019-2020 (girone B), 2023-2024 (girone B)
- Coppa Italia Dilettanti Piemonte-Valle d'Aosta: 1

2023-2024
- Promozione: 2

1990-1991 (girone C), 1952-1953 (girone B)
- Prima Categoria: 2

1979-1980 (girone D), 1985-1986 (girone F)
- Seconda Categoria: 1

1977-1978 (girone I)
- Campionato italiano di terza divisione: 1

1929-1930 (girone D)